# Lunar Lander Challenge

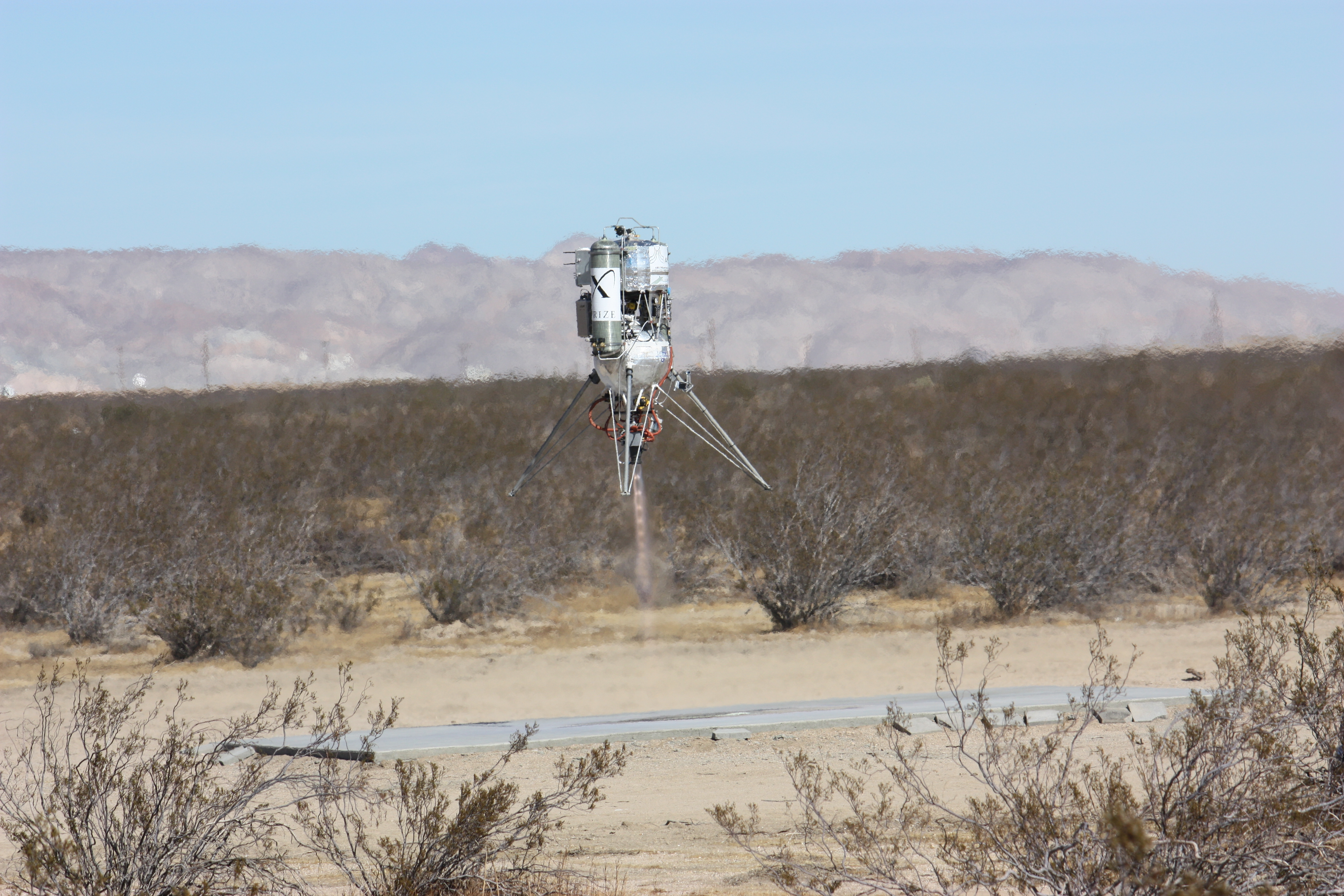
De Xoie van Masten Space Systems tijdens de tweede landing op 30 oktober 2009. Het team won hiermee de hoofdprijs van 1 miljoen dollar.

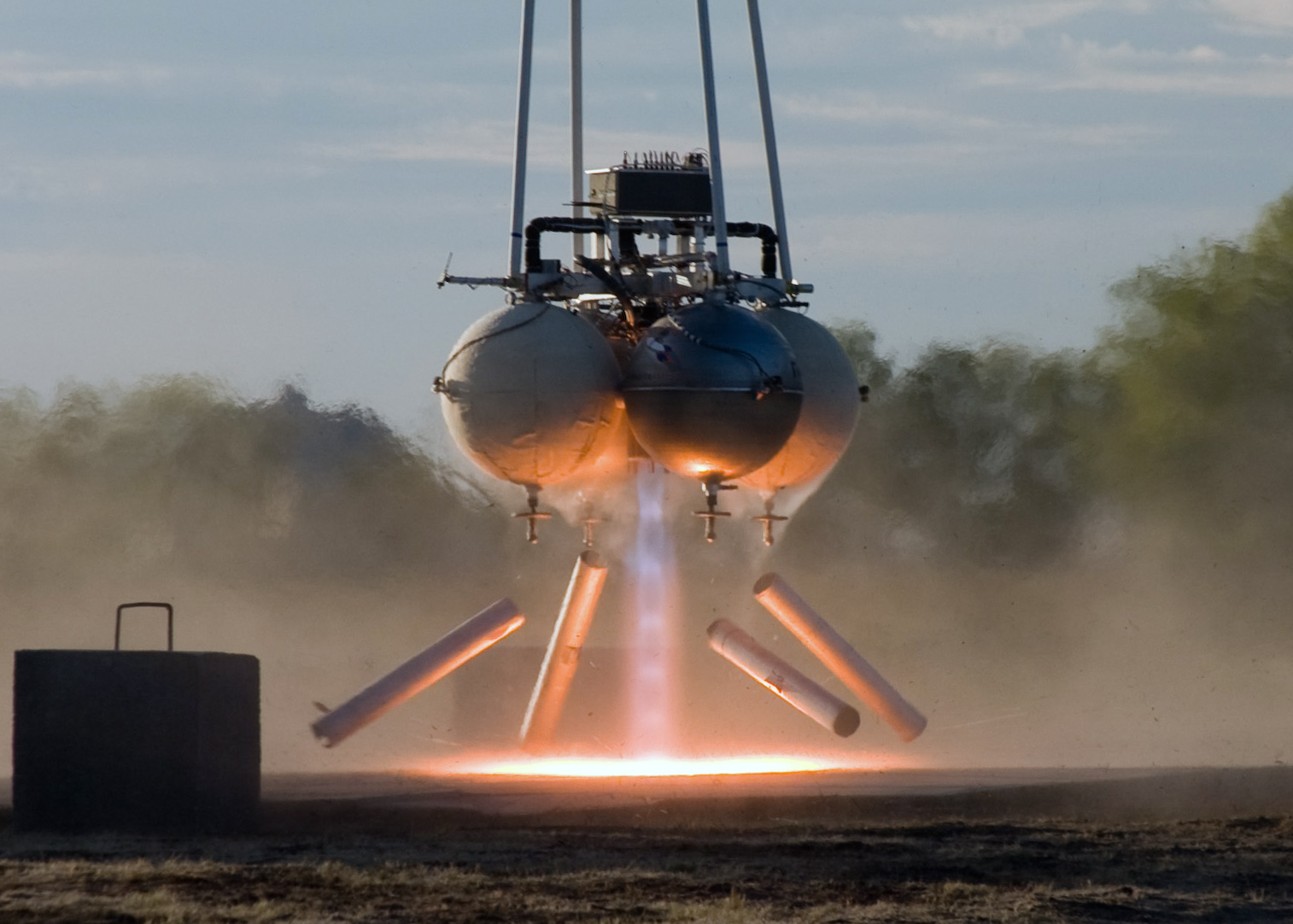
De Pixel van Armadillo Aerospace tijdens een testvlucht

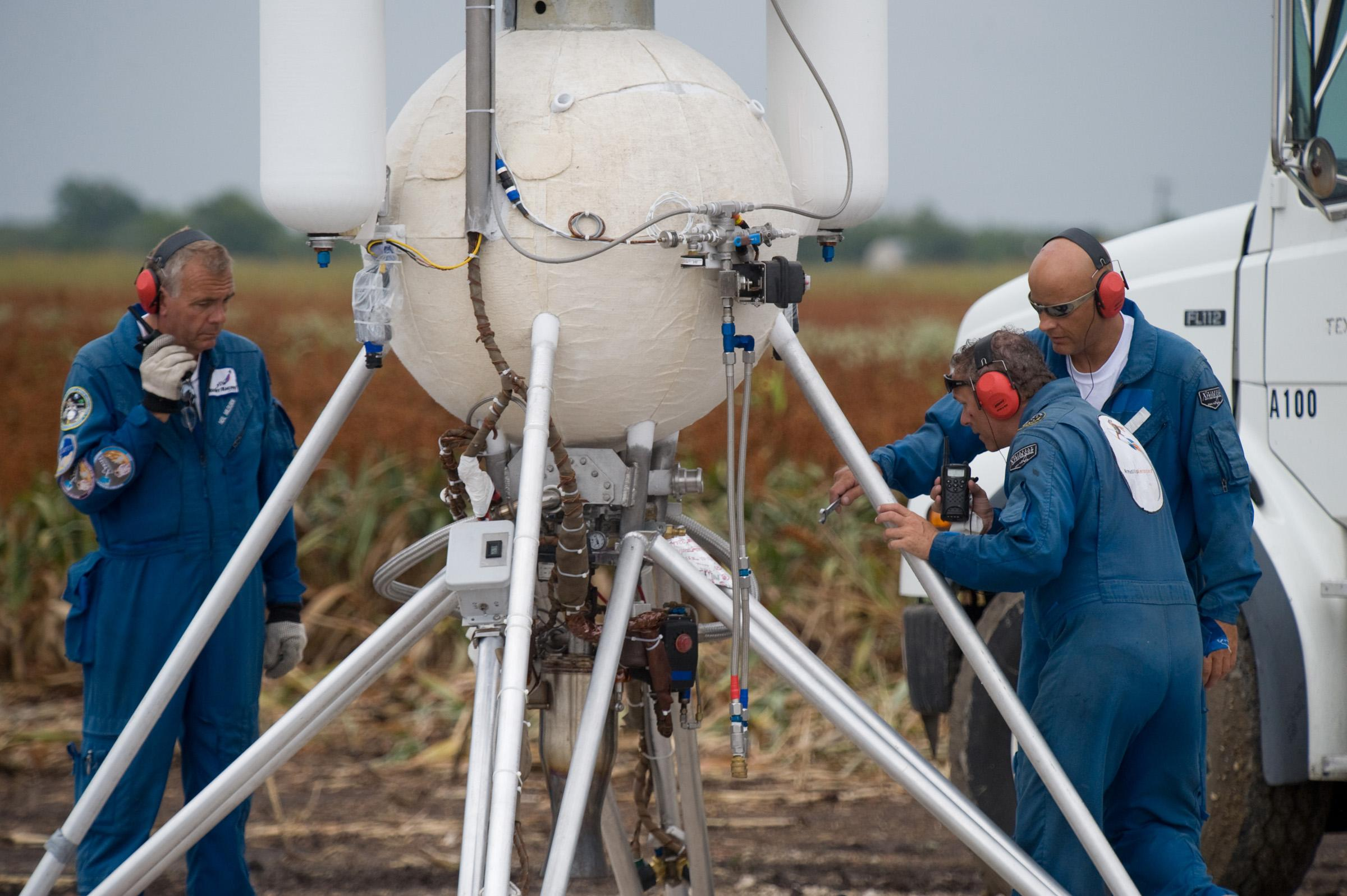
Technici van Armadillo Aerospace inspecteren hun vaartuig

De Northrop Grumman Lunar Lander Challenge  was een Amerikaanse wedstrijd om als eerste een raketaangedreven maanlander te ontwerpen die kan opstijgen vanaf het oppervlak van de Maan en weer landen. De Lunar Lander Challenge ("Maanlanderuitdaging") werd van 2006 tot 2009 jaarlijks gehouden. Het ruimtevaartbedrijf Masten Space Systems won in 2009 de hoofdprijs van 1 miljoen dollar.
De wedstrijd, gesponsord door het Amerikaanse lucht- en ruimtevaartbedrijf Northrop Grumman, vond jaarlijks plaats tijdens de X PRIZE Cup van de X Prize Foundation. De Lunar Lander Challenge was onderdeel van de Centennial Challenges van de Amerikaanse ruimtevaartorganisatie NASA, een reeks wedstrijden waarbij de NASA prijsgeld uitlooft voor het ontwikkelen van verschillende ruimevaarttechnologieën. Het doel van deze Centennial Challenges is om de commerciële ruimtevaart een steun in de rug te geven.

## De uitdaging
De deelnemende teams streden om het behalen van twee verschillende niveaus. Op beide niveaus moesten de teams hun vaartuig laten opstijgen tot 50 meter hoogte, een afstand van 100 meter laten afleggen en weer laten landen. Op niveau 1 was de landingsplek een cirkel met een diameter van 10 meter, op niveau 2 was het een nagebootst Maanoppervlak met kraters en rotsen.
Na de landing moest het vaartuig weer opstijgen en terugvliegen naar het beginpunt. Op niveau 1 mocht de vluchttijd in één richting niet langer dan 90 seconden bedragen. Op niveau 2 was de maximaal toegestane vluchttijd in één richting 180 seconden.

## Prijzen
De NASA stelde het prijsgeld voor de Lunar Lander Challenge beschikbaar. Er werden prijzen uitgereikt voor de eerste en tweede plaats van niveau 1, en voor de eerste en tweede plaats van niveau 2. Op niveau 1 was het prijsgeld 350.000 dollar voor de eerste plaats en 150.000 dollar voor de tweede plaats. Op niveau 2 was het prijsgeld 1 miljoen dollar voor de eerste plaats en 500.000 dollar voor de tweede plaats.

## Verloop
De wedstrijd werd aangekondigd in mei 2006 en vond voor de eerste keer plaats tijdens de X Prize Cup in oktober van dat jaar op het vliegveld Las Cruces International Airport nabij Las Cruces (New Mexico). Hoewel vier teams zich hadden aangemeld voor de wedstrijd, wist alleen Armadillo Aerospace de benodigde licentie van de Federal Aviation Administration (FAA) te bemachtigen om met experimentele raketten te vliegen. Het bedrijf kwam met twee identieke vaartuigen, de Pixel en Texel, en deed drie pogingen met de Pixel, echter zonder succes.
In oktober 2007 vond de wedstrijd plaats op de luchtmachtbasis Holloman Air Force Base in New Mexico. Weer was Armadillo Aerospace het enige deelnemende team. Er werden zes vluchten uitgevoerd, maar de uitdaging werd niet gehaald. Bij de laatste vlucht stortte het vaartuig tijdens de tweede landing neer, waardoor brand uitbrak.
De Lunar Lander Challenge keerde terug naar Las Cruces International Airport in oktober 2008. Dat jaar werd er geen X Prize Cup gehouden; de wedstrijd vond los van dit evenement plaats en was niet toegankelijk voor publiek. De deelnemende teams waren Armadillo Aerospace and TrueZer0. Het vaartuig van TrueZer0 wist op te stijgen maar stortte neer. Het vaartuig van Armadillo Aerospace wist bij de tweede poging de eerste landingsplaats te behalen, maar keerde niet terug naar het beginpunt binnen de tijd die de FAA voor experimentele raketvluchten had toegestaan. Armadillo Aerospace kreeg later die dag een tweede kans om de terugreis te volmaken en wist dit doel te behalen, waarmee ze de eerste prijs voor niveau 1 (350.000 dollar) wonnen.
In 2009 werden de regels aangepast zodat de wedstrijd niet langer gebonden was aan een locatie of periode maar teams op verschillende locaties en op verschillende tijdpunten konden deelnemen. Vier teams namen dat jaar deel: Armadillo Aerospace, Masten Space Systems, BonNovA en Unreasonable Rocket.
- Armadillo Aerospace deed op 12-13 september in Caddo Mills (Texas) een succesvolle poging om niveau 2 te behalen. Ze wonnen hiermee de tweede prijs voor niveau 2 (500.000 dollar).
- Masten Space Systems deed op 15-16 september een onsuccesvolle poging om niveau 2 te behalen, maar wist op 7 oktober op Mojave Air and Space Port wel niveau 1 te behalen. Ze wonnen hiermee de tweede prijs voor niveau 1 (150.000 dollar). Op 28-30 oktober deed het team een poging om niveau te behalen. Ondanks computerstoringen bij de lanceringen, brand en nachtelijke reparaties wist hun vaartuig, de Xoie, niveau 2 met succes te behalen, en won het team de eerste prijs van niveau 2 (1 miljoen dollar).
- BonNovA kondigde aan in oktober in Cantil (Californië) een poging te doen niveau 1 te behalen, maar de poging werd geannuleerd.
- Unreasonable Rocket deed op 30 oktober en 1 november een poging in Cantil (Californië). Het vaartuig van dit team wist de vlucht naar de eerste landingsplaats met succes uit te voeren, maar faalde bij de terugkeer.